# 798艺术区
39°58′55″N 116°29′44″E / 39.9819587°N 116.49566°E
北京798艺术中心，又称大山子艺术区、798艺术区，是一个位于北京市朝阳区酒仙桥街道大山子地区的一个艺术园区，名称来源于1950年代在同位置建成的电子元件工厂代号。

## 概况
第一個五年計劃期間，苏联提出了援助中华人民共和国的156项重点工程，但缺乏相關電子元件，中國政府故而尋求苏联盟友德意志民主共和國（东德）幫助，由东德负责设计建造、总面积达110万平方米的重点工业顶目718联合厂，即华北无线电联合器材厂，使用东德对苏战争赔款建成。建筑多为德式包豪斯风格，並沒有太強社會主義建物的氣息。798厂和邻近的751厂皆是718联合厂一部分，1964年4月718联合厂解散，旗下各厂由中央政府部门直辖。
1980年代到1990年代798厂逐渐衰落，工厂几近停工；1999年，798厂随国企改革浪潮，与其他各厂合并为北京七星华电科技集团有限责任公司（如今该公司总部仍在酒仙桥附近）。从2002年开始，由于租金低廉，来自北京周边和北京以外的诸多艺术家工作室和当代艺术机构开始聚集于此，逐渐形成了一个艺术群落，因此798厂及附近的797厂、751厂等得以作为工业遗产保护起来，现由国有企业北京七九八文化科技有限公司管理运营。
一些著名的艺术人如洪晃、李宗盛等亦先后进驻，方文山等艺术家亦在此开设个展，吸引大量中外游客，成为北京的文化地标之一；德国、伊朗、巴林、塞尔维亚、丹麦等国家在此设立艺术中心用于文化交流，连朝鲜也以各类名义在此设有美术馆；加之室外部分不收门票，又有大量商家从事餐饮、休闲娱乐等行业，亦成为本地居民的休闲名所。如今的798艺术区也包括附近的原751厂、797厂厂区，且798艺术区周边的将台、驼房营等地仍聚集着大量电子行业的企业。

## 轶事
于此地临近的朝阳区将台乡大陈各庄村附近，原有喀尔喀蒙古赛因诺颜部亲王那彦图在北京郊区的第二个祖坟，葬有拉旺多尔济之孙亲王车登巴扎尔以及曾孙亲王达尔玛的王坟，故称王爷坟，曾建有宫门及享殿等建筑，现已不详。

## 国际影响
798艺术区吸引了众多政界要人、影视明星、社会名流参观。2004年以来，德国总理施罗德、欧盟委员会主席巴罗佐、联合国秘书长科菲·安南及夫人、法国总统萨科齐、国际奥委会主席罗格等都先后参观访问过798艺术区。近期参观的知名人士包括德国总理朔尔茨、法国总统马克龙等。

## 对798的批评

### 过度商业化
北京奥运会以来，798艺术区的名气越来越大。越来越多的中外资本涌入这里，不少人期望短时间内淘到破记录的拍卖作品，“一夜暴富”的投机气氛浓厚，但实际上并无多少艺术家能够达到很高的水准。相反，由于租金上涨，许多安心创作的艺术家被迫离开798。

## 画廊

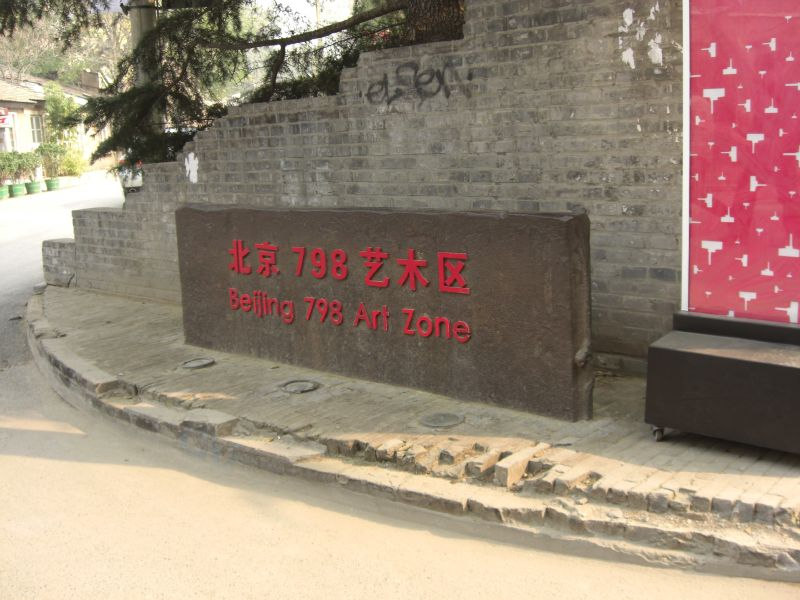
798大门
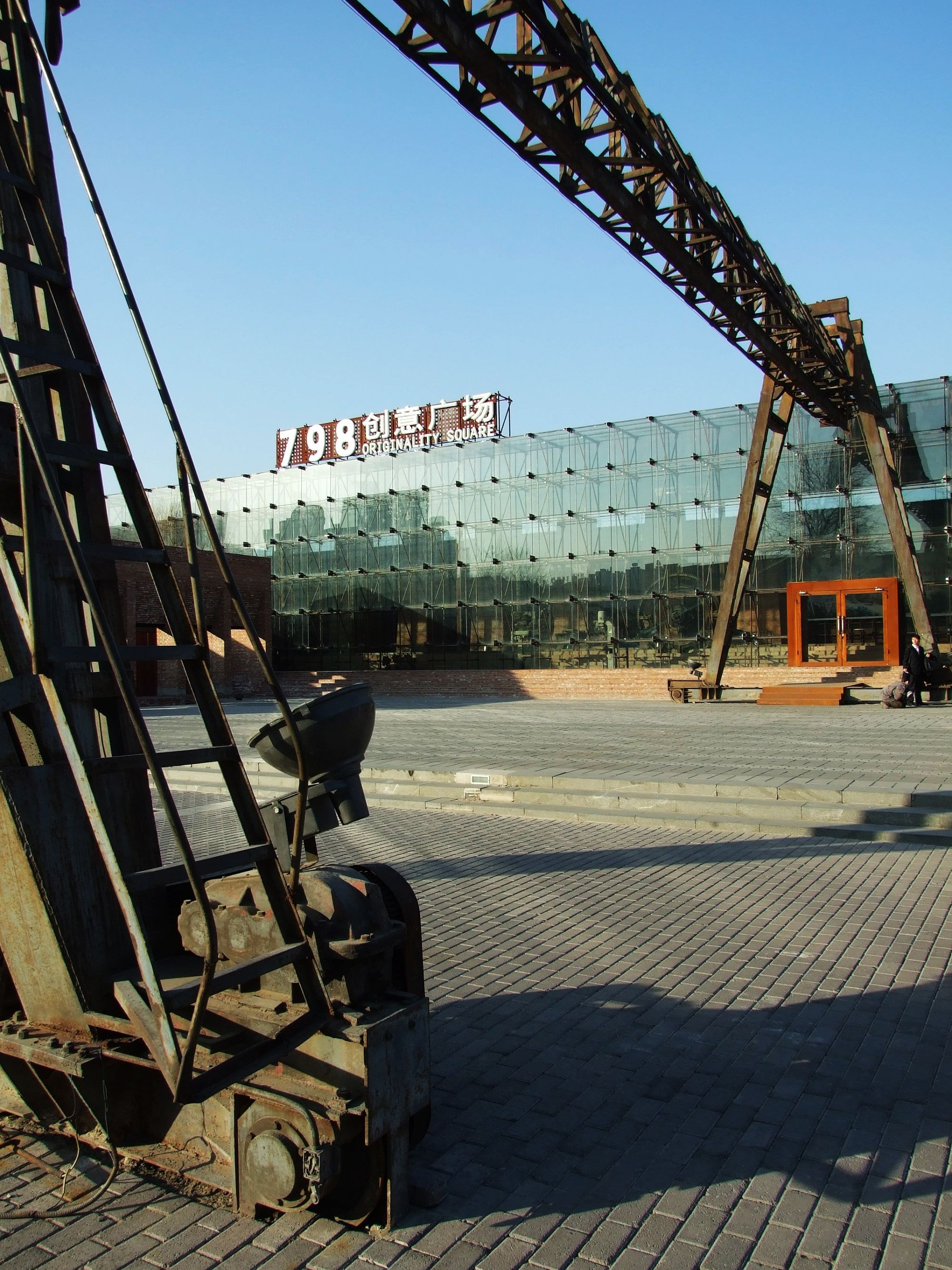
798创意广场
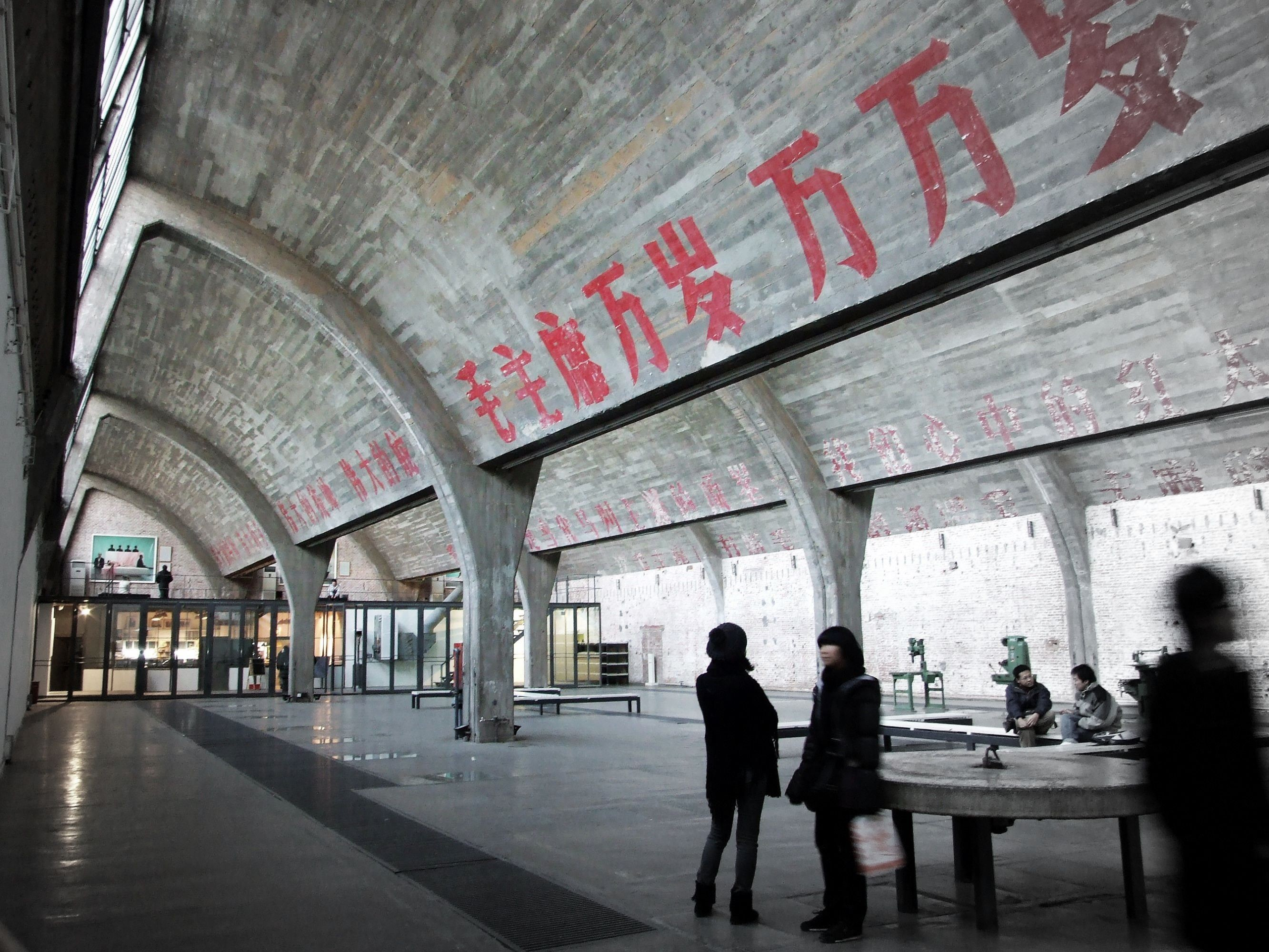
798著名的车间展厅
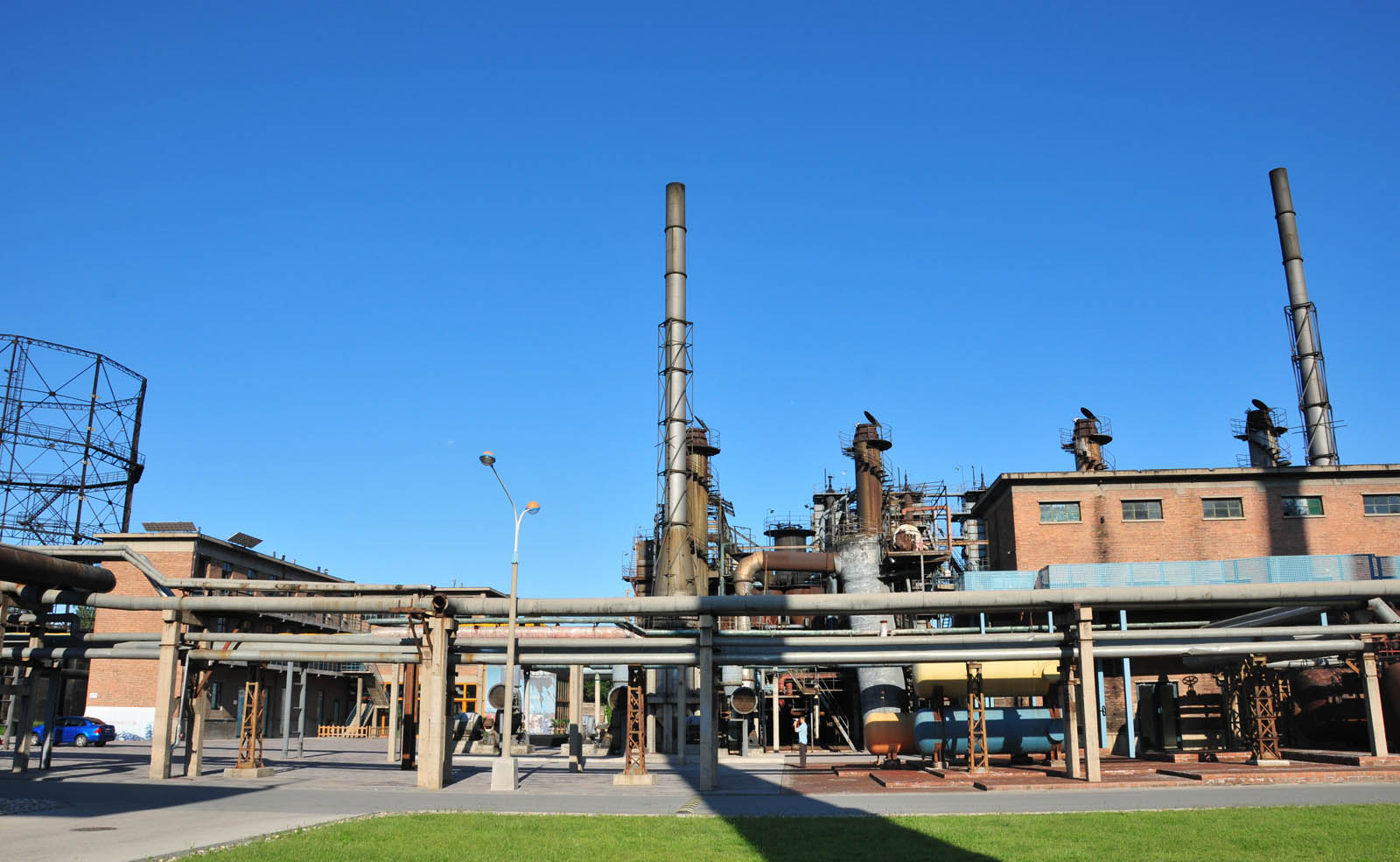
合作工厂
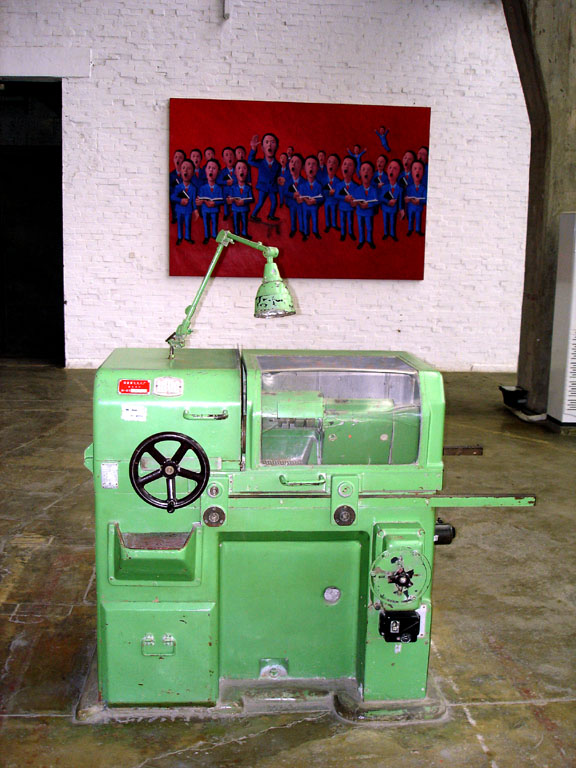
2005年12月当代艺术展览的旧机器
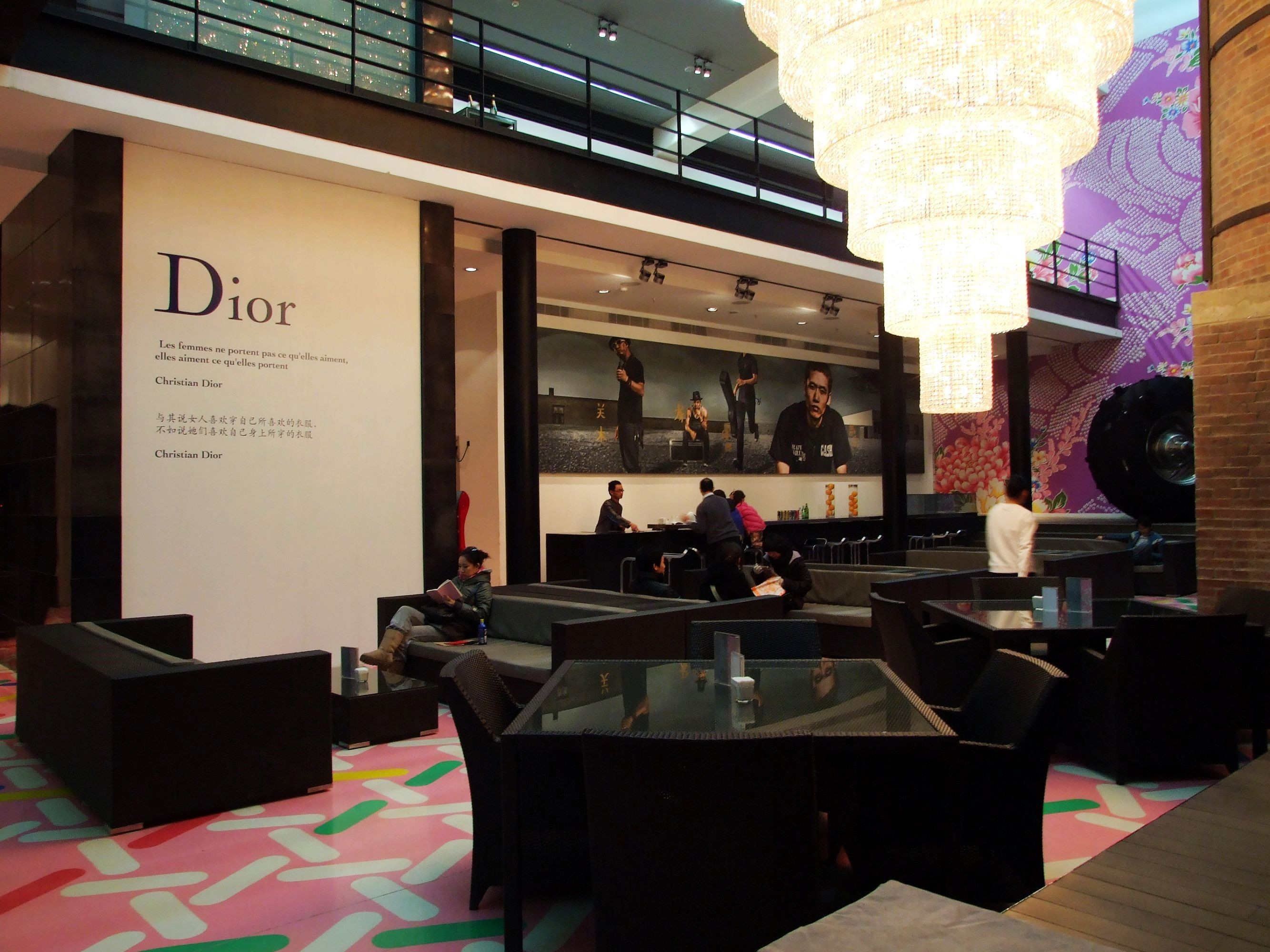
Dior在798的休息区
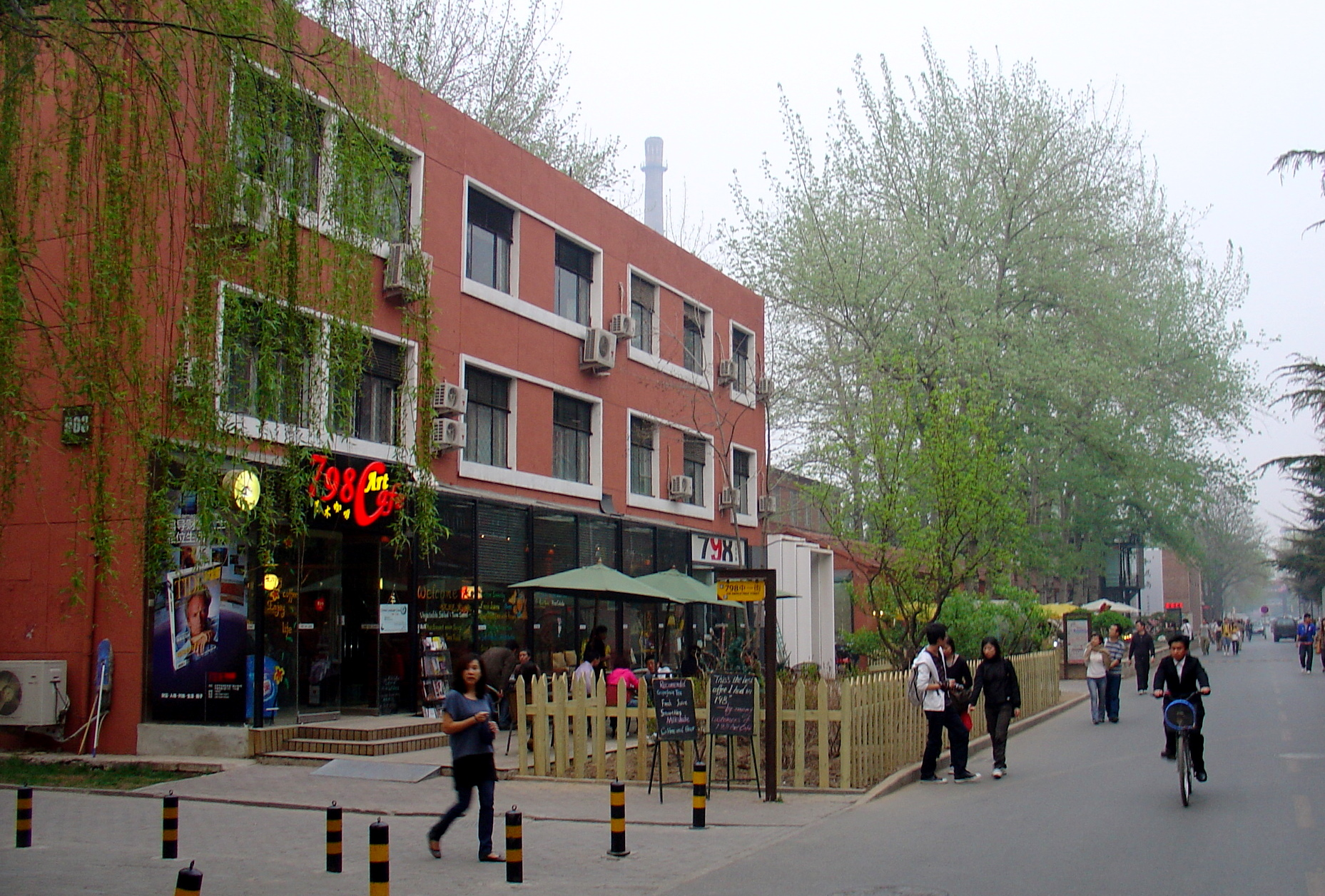
2009年的798艺术区
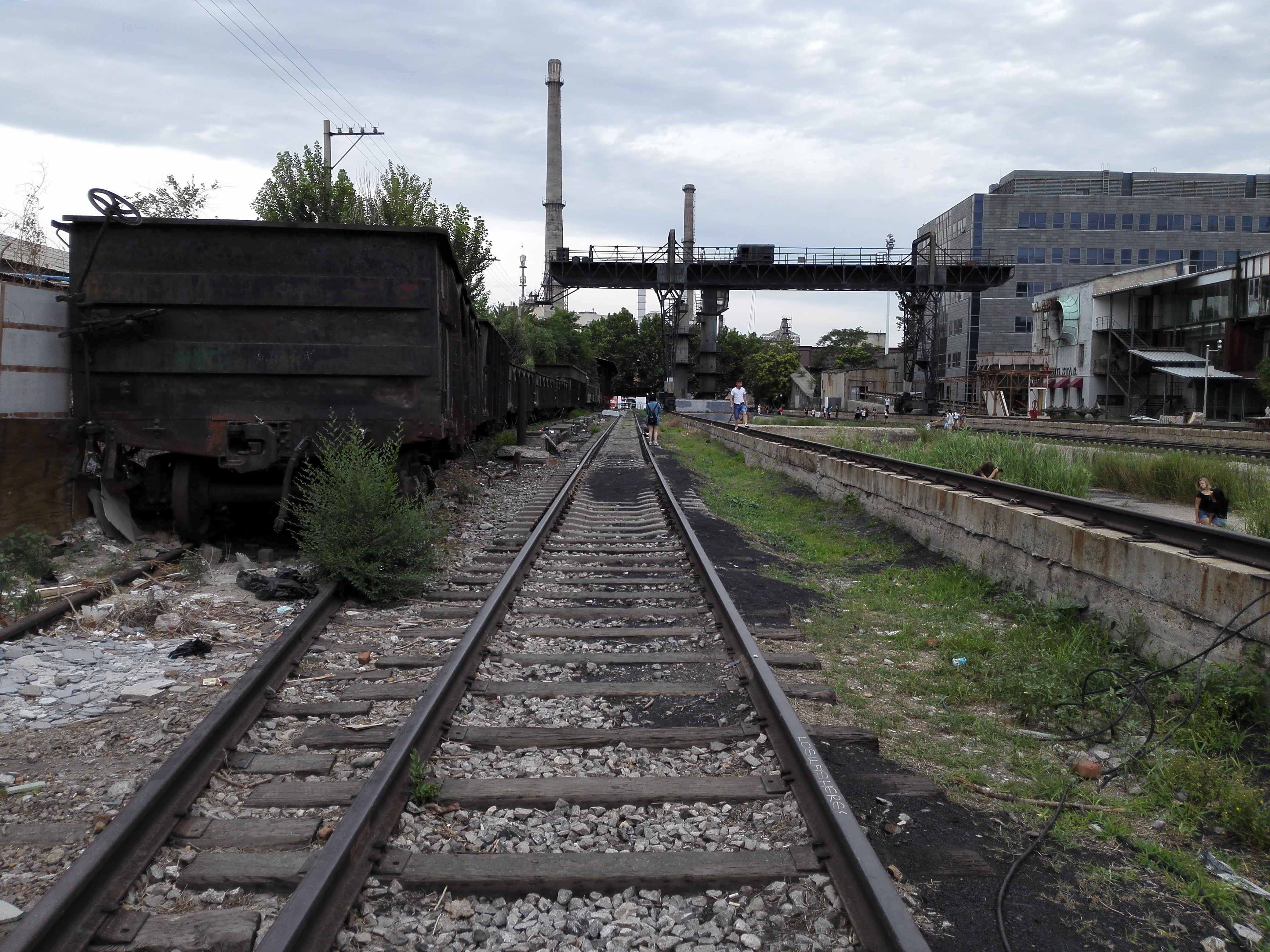
798废弃铁路
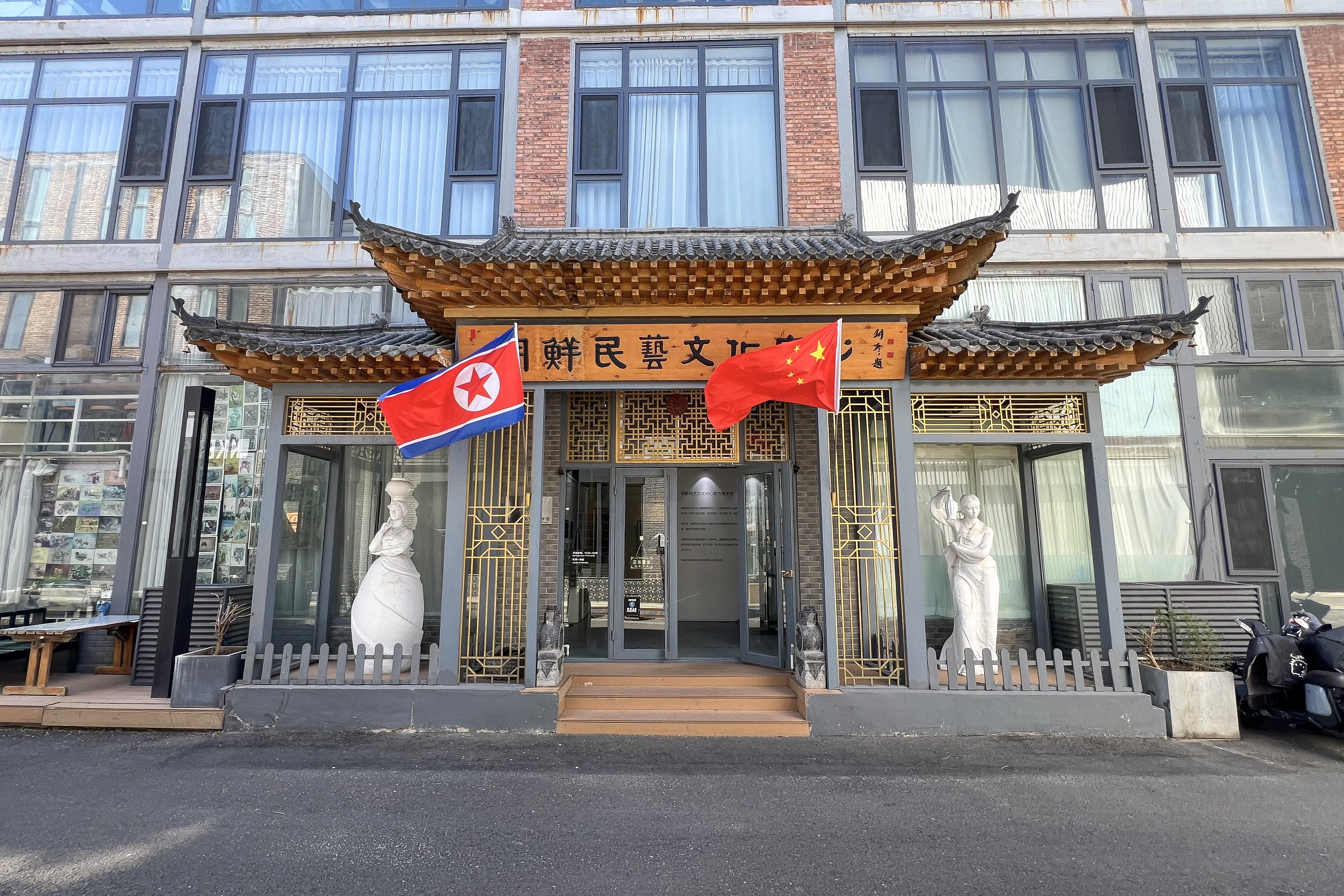
朝鲜民艺文化中心